# Erzbischof von Canterbury

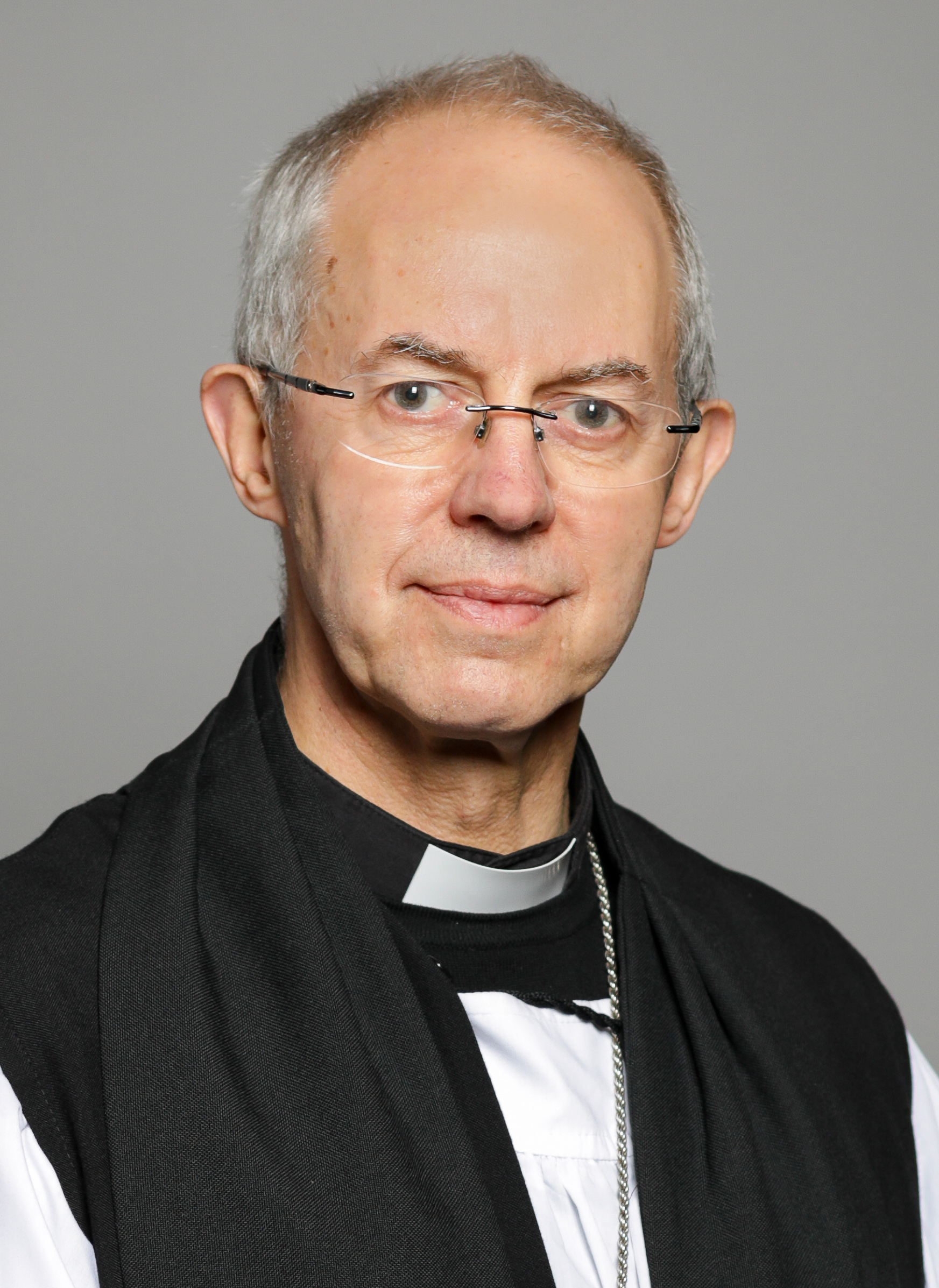
Justin Welby, Erzbischof von Canterbury von 2013 bis 2025 (2014)

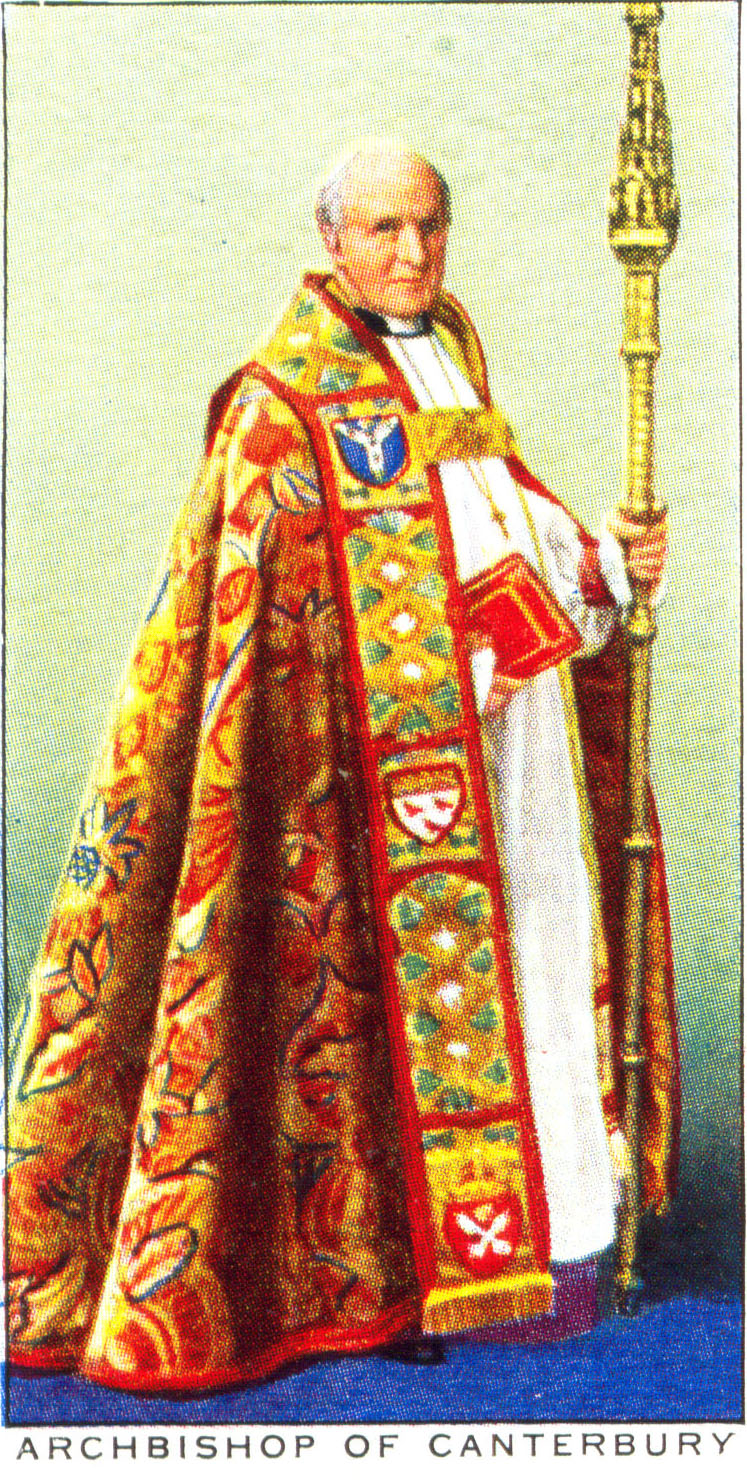
Zeremonielle Bekleidung

Der Erzbischof von Canterbury ist zugleich Primas von ganz England und das geistliche Oberhaupt der Church of England sowie Ehrenoberhaupt der anglikanischen Kirchengemeinschaft. Von März 2013 bis Januar 2025 war Justin Welby der 105. Erzbischof von Canterbury.

## Allgemeines
Sein Bischofssitz ist die Kathedrale von Canterbury, seine offizielle Londoner Residenz der Lambeth Palace. Seit dem Bruch Heinrichs VIII. mit der Römisch-Katholischen Kirche werden die Erzbischöfe von Canterbury vom englischen König eingesetzt. Heute schlägt der Premierminister dem Monarchen einen von zwei Kandidaten vor, auf die sich ein aus Geistlichen und Laien bestehendes Komitee zuvor geeinigt hat. Dass die Krone den Vorschlag des Premiers ablehnt, kommt nicht mehr vor.
Der erste Erzbischof von Canterbury war der heilige Augustinus von Canterbury, den Papst Gregor der Große im Jahr 597 nach Kent entsandte. Das Erzbistum Canterbury wird daher als „Stuhl des heiligen Augustinus“ bezeichnet.
Der Erzbischof ist per Amt Kanzler der Canterbury Christ Church University.

## Funktionen
Der Erzbischof nimmt verschiedene Aufgaben wahr. Er ist unter anderem:
- Bischof der Diözese Canterbury
- Metropolit der Kirchenprovinz Canterbury
- Primas von ganz England
- als Lordbischof Mitglied des britischen Oberhauses
- Ehrenoberhaupt der weltweiten anglikanischen Kirche.

Als ranghöchster Bischof der Church of England leitet der Erzbischof üblicherweise die Krönungen des jeweiligen Monarchen. Die erste überlieferte Krönung eines britischen Monarchen durch den Erzbischof von Canterbury war die Krönung von König Edgar durch Dunstan von Canterbury im Jahr 973 in Bath.
Wegen der vielfältigen Verantwortlichkeiten des Erzbischofs gehört zum Amt des Suffraganbischofs von Dover auch der Titel "Bischof in Canterbury". Der jeweilige Amtsinhaber übernimmt die bischöflichen Aufgaben innerhalb der Diözese Canterbury. Aktuell bekleidet Bischöfin Rose Hudson-Wilkin dieses Amt. Ein ähnliches Arrangement gibt es beispielsweise für die Diözese Rom. Dort übergibt der Papst die Leitung der Amtsgeschäfte der Diözese einem eigens berufenen Kardinalvikar.
In der Protokollarischen Rangordnung im Vereinigten Königreich ist der Erzbischof von Canterbury der höchste Würdenträger Englands, der nicht der königlichen Familie angehört.

## Amtsinhaber
Für die Nachfolge von Erzbischof Williams wurde am 29. März 2012 eine Stellenausschreibung unter anderem im Internet auf der Religious Jobsite veröffentlicht. Im November 2012 wurde der frühere Erdölmanager und spätere Bischof von Durham Justin Welby als 105. Erzbischof von Canterbury benannt und am 7. Januar 2013 von Elisabeth II. anerkannt. Er trat am 21. März 2013 die Nachfolge von Rowan Douglas Williams an, der seinerseits 2002 das Amt von George Leonard Carey übernommen hatte. Im November 2024 kündigte Welby seinen Rücktritt an, nachdem sein Umgang mit den Missbrauchsfällen durch John Smyth durch eine unabhängige Studie kritisiert wurde. Seine Amtszeit endete am 6. Januar 2025. Am 16. Dezember 2024 berief Premierminister Keir Starmer Jonathan Evans, Baron Evans of Weardale zum Vorsitzenden der Crown Nominations Commission, die Kandidaten für Welbys Nachfolge finden soll.

## Geschichte
Der heilige Augustinus von Canterbury († 604/605) gilt als der erste Erzbischof von Canterbury. Die Bistümer von Canterbury und York kämpften lange um die Vorherrschaft in England, oft verbunden mit Szenen der Uneinigkeit. In der Mitte des 14. Jahrhunderts bestätigte Papst Innozenz VI. eine Absprache, dass der Erzbischof von Canterbury mit dem Titel eines Primas von ganz England Vorrang haben sollte, der Erzbischof von York sich mit dem Titel Primas von England bescheiden musste. 
1534 während der Amtszeit von Thomas Cranmer zerbrach die Kirchengemeinschaft zwischen der Kirche von England und der Kirche von Rom. In den Kirchenprovinzen von York und Canterbury wurden ab dem 16. Jahrhundert Ideen der Reformation umgesetzt. 
Die Church in Wales unterstand bis 1920 dem Primas von Canterbury. Nach Heinrichs Aneignung Irlands 1541 entstand dort unter den Nachfolgern die Schwesterkirche der Church of Ireland, die bis zum Irish Church Act 1869 ebenfalls dem Primas von Canterbury unterstand. 
Der Erzbischof von Canterbury initiierte die Lambeth-Konferenz, eine erstmals 1867 durchgeführte, im zehnjährigen Rhythmus stattfindende Vollversammlung aller Bischöfe der Anglikanischen Gemeinschaft und ist als primus inter pares der oberste geistliche Leiter. 